# Ла Гума, Алекс
Алекс Ла Гума (англ. Alex La Guma; 20 февраля 1925, Кейптаун, ЮАР — 11 октября 1985, Гавана, Куба) — южноафриканский писатель, журналист, политический и общественный деятель. Сын коммуниста и борца за права цветного населения страны Джеймса Ла Гумы.

## Биография
Родился 20 февраля 1925 года в Кейптауне, ЮАР. Мать работала на табачной фабрике; была дочерью цветной прислуги в здании парламента Капской колонии (яванки) и плотника — иммигранта из Шотландии. Отец из-за политической и общественной деятельности редко бывал дома и Алекс воспитывался бабушкой по матери. Однако идеи отца оказывали влияние на сына; в доме висел портрет В. И. Ленина, что описано в рассказе «Портрет в гостиной», неоднократно публиковавшемся на русском языке.
В семь лет пошёл в Трафальгарскую среднюю школу (описана в повести «В конце сезона туманов»). Увлекался книгами Александра Дюма-отца, Вальтера Скотта, Фенимора Купера, Роберта Льюиса Стивенсона, Джека Лондона, Марка Твена, Артура Конан Дойля. Большое влияние на него оказал Максим Горький.
В 1945 году окончил профессионально-техническое училище и начал работать на фабрике по производству металлических ящиков, но был уволен оттуда за участие в забастовке. В 1947 году вступил в Лигу молодых коммунистов[уточнить], в 1948 году — в Коммунистическую партию ЮАС. Свой первый рассказ опубликовал в 1957 году. В 1960 году стал одним из редакторов антирасистского журнала New Age.
Как и его отец, был одним из лидеров Конгресса цветного населения Южной Африки, неоднократно подвергаясь преследованиям и арестам со стороны властей за борьбу с апартеидом; его произведения были запрещены к печати. В 1966 году из-за угрозы жизни был вынужден покинуть ЮАР и остаток жизни провёл в изгнании: до 1979 года жил с семьёй в Лондоне, последние годы провёл на Кубе, где выступал как представитель Африканского национального конгресса. Посещал СССР, был знаком с Анатолием Сафроновым[уточнить], Максимом Танком, Ануаром Алимжановым.
В 1969 году получил премию «Лотос» в области литературы. В 1973 году был избран заместителем генерального секретаря Ассоциации писателей стран Азии и Африки.
Скончался от инфаркта 11 октября 1985 года в Гаване, Куба.

## Творчество
Творчество Алекса Ла Гумы включает в себя рассказы и повести, наиболее известным из которых является произведение «Скитания в ночи» (1962, русский перевод — 1964). Переведено также на польский и венгерский языки.
Широкой популярностью пользуется также повесть «Каменная страна» она была издана в ГДР, Венгрии, Польше, Швеции, Бразилии. В 1970 году переведена на русский И. Г. Гуровой.

## В культуре
Алекс Ла Гума является персонажем фильма марокканского режиссёра Бен Барки «Амок».

### Издания на русском языке
- Скитания в ночи: Повесть / Пер. с англ. С. Г. Гутермана ; [Предисл. А. Б. Макрушина] ; [Ил.: В. А. Носков]. — Москва : Прогресс, 1964. — 112 с. : ил.
- И нитка, втрое скрученная: Повесть / [Пер. с англ. А. Мартыновой] // Роман-газета. — № 10 (608). — 1968.
- Каменная страна: Роман / Пер. с англ. [И. Гуровой] ; [Ил.: А. Купцов]. — [Москва] : [Прогресс], [1970]. — 165 с. : ил.
- В конце сезона туманов: Повесть // Роман-газета. — № 10 (728). — 1973.
  - [Предисл. А. Алимжанова] ; Пер. с англ. [В. Рамзеса] ; [Ил.: В. Кочкин]. — Москва : Прогресс, 1974. — 174 с. : ил.;
  - [Пер. с рус. Д. Каримовой]. — Ташкент : Изд-во лит. и искусства, 1982. — 183 с.
- Портрет в гостиной: Рассказы : [Перевод]. — Москва : Правда, 1973. — 47 с. — (Библиотека «Огонек» № 9)
- Скитания в ночи. И нитка, втрое скрученная. Каменная страна. В конце сезона туманов. Повести. Пер. с англ. / Предисл. А. Софронова. — Москва: Прогресс, 1975. — 544 с., 1 л. портр.
  - Скитания в ночи; И нитка, втрое скрученная; Каменная страна; В конце сезона туманов; Время сорокопута : [повести] : пер. с англ. / [послесл. А. Софронова]. — Москва : Радуга, 1984. — 623 с.
- Я пришел сюда, чтобы петь: Статьи, речи, эссе : [Пер. с англ.] — Москва : Правда, 1978. — 48 с. — (Библиотека «Огонек» № 35).
- Путешествие в Советский Союз // По Советскому Союзу. Вып. 1. — М.: Прогресс, 1979. — С. 13—138.
- Время сорокопута : Роман / Пер. с англ. [В. Рамзеса]. — М.: Прогресс, 1980. — 136 с.
  - / [Предисл. Л. Б. Саратовской]. — М.: Высш. шк., 1984. — 155 с. — (Библиотека для домашнего чтения).
- Скитания в ночи. — М.: Радуга, 1984
- Избранное / Алекс ла Гума; [Сост. и предисл. М. А. Курганцева; Ил. Е. А. Черной]. — М.: Правда, 1985. — 414 с. : ил.

### Издание на украинском языке
- Блукання вночі / [пер. з англ.: В. Вишневий]. Син рідної землі / У. Катійо ; [пер. з англ.: В. Вишневий, С. Патока]. — Київ : Дніпро, 1990. — 285,[2] с. — ISBN 5-308-00737-3.